# Molnár Gábor (labdarúgó, 1994)
Molnár Gábor (Miskolc, 1994. május 16. –) magyar labdarúgó, csatár, a Kisvárda játékosa.

## Pályafutása

### Klubcsapatokban
16 évesen már felnőtt csapatban játszott Edelényben, később Kazincbarcikán és Tiszaújvárosban folytatta a pályafutását.

#### Mezőkövesd
2014-től 5 idényben (2 NB II és 3 NB I) játszott, 140 mérkőzésen 33 gólt (ebből bajnoki: 113/28) szerzett.

#### DVTK
A 2020–21-es bajnokság 3. fordulójában az MTK elleni 1–1-re végződő mérkőzésen ritkán látható szép gólt lőtt. Az 50. bajnoki mérkőzését 2022. február 20-án játszotta a DVTK-ban, a Szolnok ellen (0–2-es hátrányból) 3–2-re megnyert találkozón.

#### Újra a Mezőkövesdben
2022–2024 ismét a Mezőköved együttesében játszott, 58 bajnoki mérkőzésen 6-szor volt eredményes.

#### Kisvárda
2024. július 2-án bejelentették, hogy az NB I-ből kieső Kisvárdához szerződött.

## Sikerei, díjai
Kisvárda FC
- NB II bajnok (1): 2024–25